# Бърдей Пойнт
Бърдей Пойнт (на английски: Birthday Point) е скалист отвесен нос, който разделя заливите Прешър и Берг на северния бряг на Земя Виктория в Антарктика. Бърдей Пойнт лежи на Бряг Пенел, частта от Антарктика, разположена между нос Уилямс и нос Адеър.
Земната форма е картирана и получава името си от офицера от Кралския Флот Виктор Кембъл по време на Експедиция Тера Нова през 1910 – 1913 година.